# Nouilly
Nouilly település Franciaországban, Moselle megyében. Lakosainak száma 718 fő (2022. január 1.). Nouilly Coincy, Failly, Mey, Noisseville, Servigny-lès-Sainte-Barbe, Vantoux, Vany és Ogy-Montoy-Flanville községekkel határos.

## Népesség
A település népességének változása:
| Lakosok száma | 236  | 385  | 408  | 468  | 588  | 687  | 723  | 716  | 712  | 718  |
|               | 1968 | 1982 | 1990 | 2006 | 2013 | 2015 | 2017 | 2019 | 2020 | 2022 |